# اسپیس‌کام
اسپیس‌کام (انگلیسی: Spacecom) شرکت ارتباطات اسرائیلی است، که در سال ۱۹۹۳ تأسیس شد.